# Sarusofon

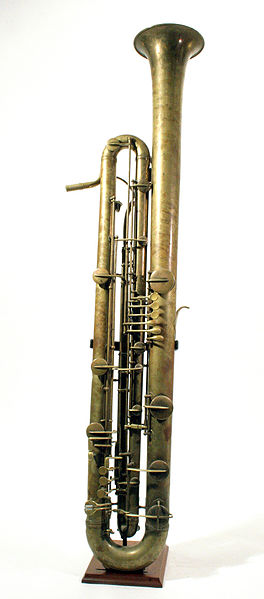
Sarusofon, ok. 1850

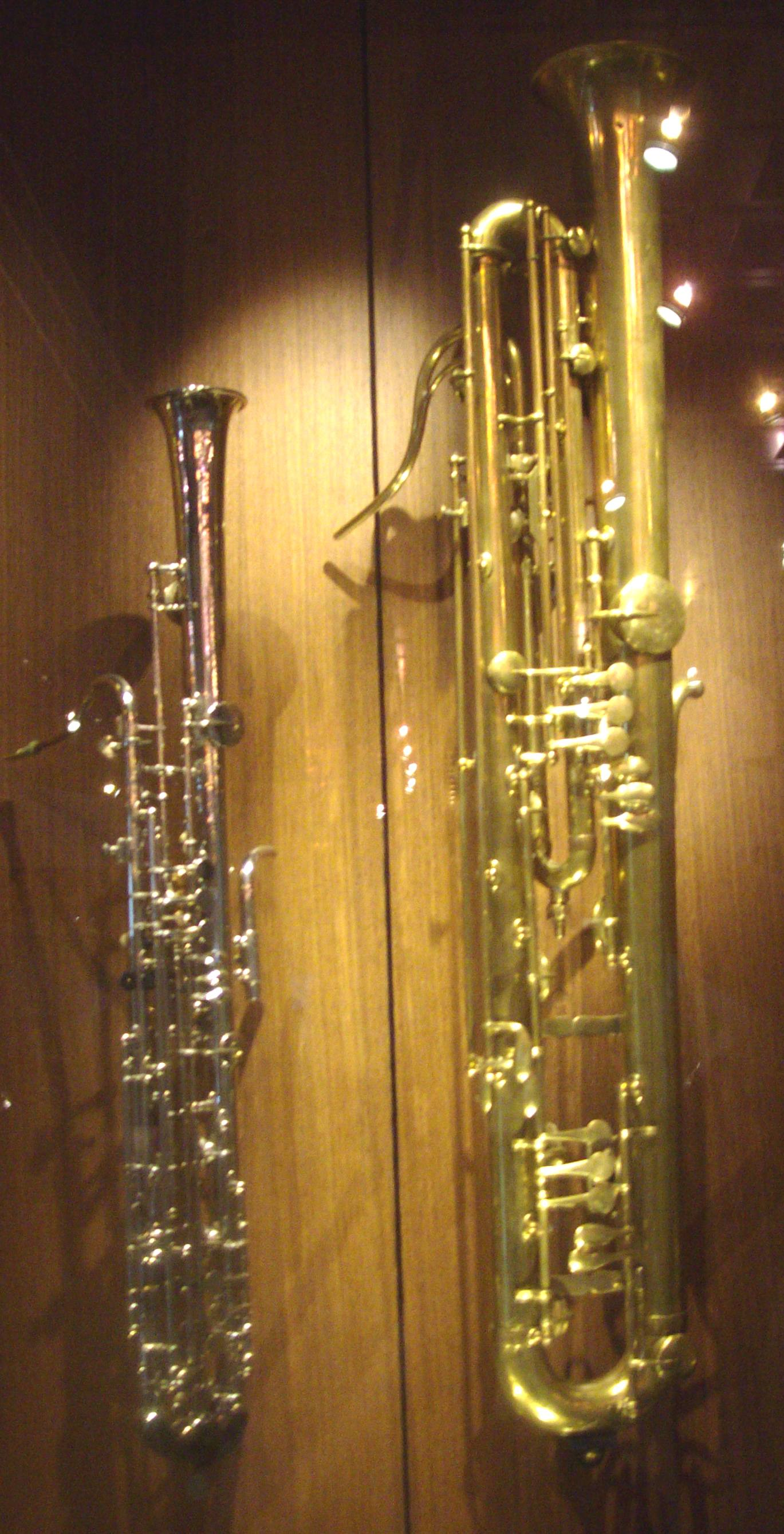
Sarusofon tenorowy i kontrabasowy ze zbiorów muzeum instrumentów muzycznych w Brukseli.

Sarusofony (od nazwiska wynalazcy Pierre'a Augusta Sarrusa; gr. phoné - dźwięk) - rodzina dętych instrumentów transponujących z podwójnym stroikiem (stąd zaliczanych do instrumentów dętych drewnianych, choć budowanych z metalu). W 1856 roku sarusofon opatentował i zaczął produkować Pierre-Louis Gautrot. Projekt techniczny instrumentu przypisywany jest Pierre'owi Augustowi Sarrusowi, kapelmistrzowi orkiestry wojskowej w Paryżu. Pierwotnym zamysłem było zastąpienie nim obojów i fagotów w orkiestrach dętych grających na otwartym powietrzu instrumentem o większej głośności.

## Budowa
Budowa sarusofonu przypomina długa, metalową rurę, zwiniętą trzykrotnie i zakończoną niewielką czarą głosową. Instrument ten posiada osiemnaście otworów bocznych zamykanych klapami i podwójny stroik typu obojowego. Z powodu stroika zaliczany jest go grupy instrumentów drewnianych.
Budowany jest w siedmiu różnych wielkościach. Wszystkie są instrumentami transponującymi, które w pisowni (zawsze w kluczu wiolinowym) mają - podobnie jak saksofon - skalę b - f3 (g3):
- sopraninowy (mały sopranowy) Es (brzmiące des1 - ges3),
- sopranowy B (brzmiące as - des3),
- altowy Es (brzmiące des - ges2),
- tenorowy B (brzmiące As - des2),
- barytonowy Es (brzmiące Des - ges1),
- basowy B (brzmiące As1 - des1),
- kontrabasowy Es (brzmiące Des1 - ges), C (brzmiące B2 - g) i B (brzmiące brzmiące As2 - f).

Najwyższym dźwiękiem pierwotnego projektu Gautrota było f3. Późniejsze tabele chwytów podają skalę do g3. Po roku 1868 Gautrot wydał tabelę, która podaje chwyty dla jeszcze wyższych dźwięków, tak że instrumenty z tego czasu miały skalę pełnych trzech oktaw.

## Zastosowanie
Sarusofon używany jest w prawie wyłącznie w orkiestrach dętych, w orkiestrze symfonicznej pojawia się sporadycznie, jedynie sarusofon kontrabasowy (o skali chromatycznej B²-g) bywa używany częściej, szczególnie przez kompozytorów kręgu francuskojęzycznego na przełomie XIX i XX w. (np. Jules Massenet, Maurice Ravel, Camille Saint-Saëns, ale także Ignacy Jan Paderewski w Symfonii h-moll „Polonia” (3 sarusofony kontrabasowe Es). Zastępuje wtedy kontrafagot, który przewyższa czystością dźwięku, bogactwem brzmienia i możliwościami technicznymi.

## Źródła/Bibliografia
- Mała encyklopedia muzyki, Stefan Śledziński (red. naczelny), PWN, Warszawa 1981, ISBN 83-01-00958-6
- Kazimierz Sikorski, Instrumentoznawstwo, PWM, Warszawa 1975, wyd. III zmienione
- Mieczysław Drobner, Instrumentoznawstwo i akustyka, PWM, Warszawa 1997, ISBN 83-224-0469-7